# الجاسوسة (رواية)
الجاسوسة، رواية للكاتب البرازيلي باولو كويلو، صدرت عام 2016.
تدور أحداث الرواية حول الحياة الشخصية لواحدة من أكثر نساء العالم شهرة، وهي الجاسوسة الهولندية إبان الحرب العالمية الأولى ماتا هاري.
يبدأ الكتاب بخطاب كتبته ماتا عام 1917 قبل أسبوع من إعدامها في باريس، بتهمة التجسس خلال الحرب العالمية الأولى.
اعتمد كويلو في كتابه على العديد من المواد الأرشيفية الفرنسية التي أصدرت خلال العشرين عاماً الماضية. وذكر كويلو أن “ماتا واحدة من النساء التي تخطت توقعات الذكور لها، واستطاعت أن تعيش حياة غير تقليدية”.
وتعتبر ماتا هاري، وهو الاسم الفني الذي اشتهرت به “مارجاريتا جريتشي”، أشهر جاسوسة في التاريخ الحديث؛ إذ كانت راقصة لدى رجال الطبقة العليا من المجتمع، تم إعدامها من قبل الفرنسيين رمياً بالرصاص بتهمة التجسس عليهم لمصلحة ألمانيا خلال الحرب العالمية الأولى.
وأصبحت هاري مادة شديدة الثراء للأدباء والمؤرخين وصناع السينما، وأطلق عليها لقب جاسوسة الجاسوسات، ورسموا لها صورة الفتاة الجميلة الساحرة التي أوقعت كبار الساسة في هواها وغوايتها.

## نبذة عن الكاتب
ولد باولو كويلو في ريو دي جانيرو عام 1947. قبل أن يتفرغ للكتابة، كان يمارس الإخراج المسرحي، والتمثيل وعمل كمؤلف غنائي، وصحفي. وقد كتب كلمات الأغاني للعديد من المغننين البرازيليين أمثال إليس ريجينا، ريتا لي راؤول سييكساس، فيما يزيد عن الستين أغنية. ولعه بالعوالم الروحانية بدء منذ شبابه كهيبي، حينما جال العالم بحثا عن المجتمعات السرية، وديانات الشرق. نشر أول كتبه عام 1982 بعنوان «أرشيف الجحيم»، والذي لم يلاق أي نجاح. وتبعت مصيره أعمال أخرى، ثم في عام 1986 قام كويلو بالحج سيرا لمقام القديس جايمس في كومبوستيلا. تلك التي قام بتوثيقها فيما بعد في كتابه «الحج». في العام التالي نشر كتاب «الخيميائي»، وقد كاد الناشر أن يتخلي عنها في البداية، ولكنها سرعان ما أصبحت من أهم الروايات البرازيلية وأكثرها مبيعا. حاز على المرتبة الأولى بين تسع وعشرين دولة. ونال على العديد من الأوسمة والتقديرات.

## وصلات خارجية
- صفحة رواية الجاسوسة على موقع جود ريدز